# Castillo de Miraflores (Piedrabuena)

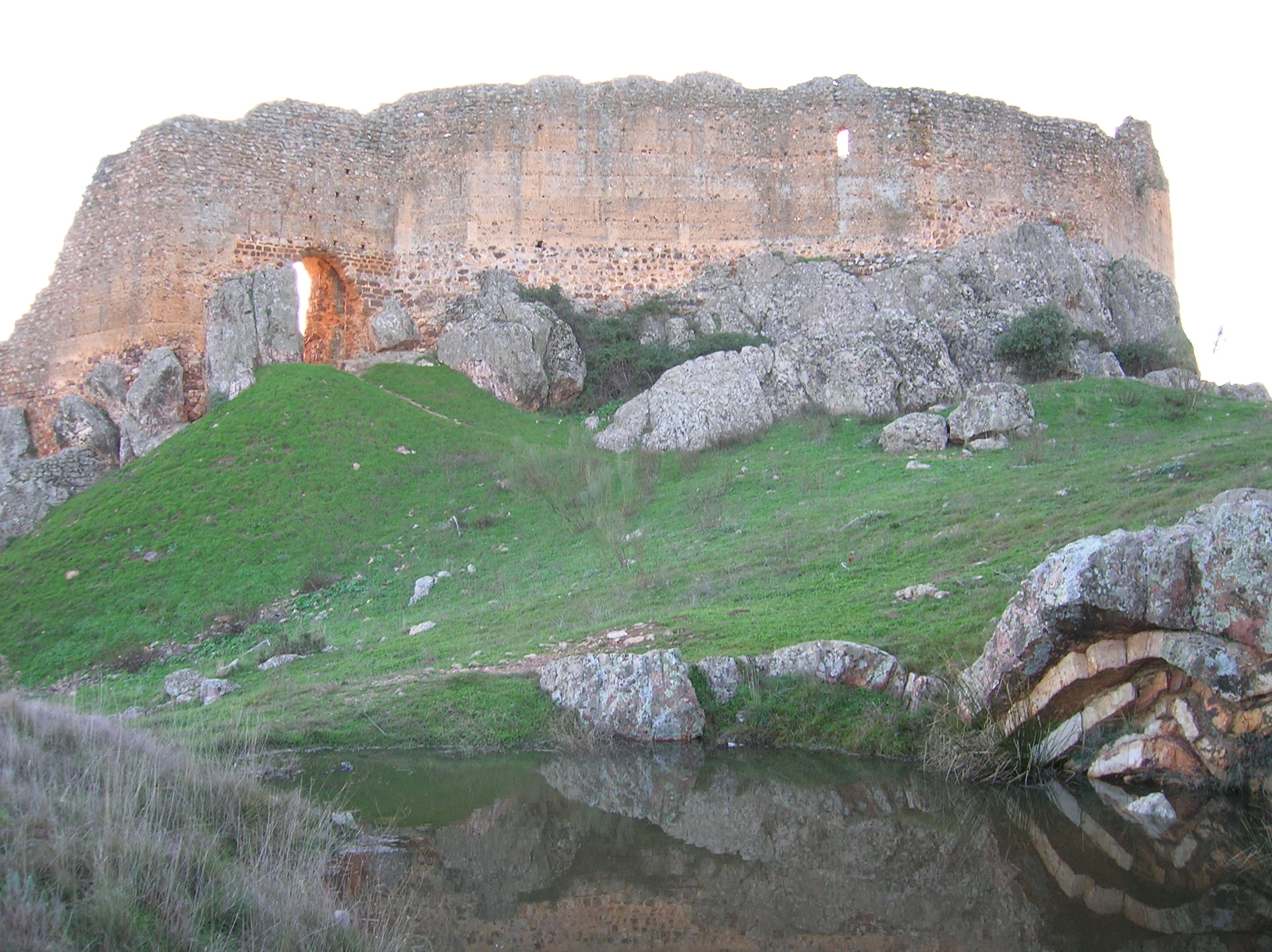
Castillo de Miraflores. Año 2014

El castillo de Miraflores es una fortaleza de origen islámico, datado a partir de muestras cerámicas en torno a los siglos IX-X, a pesar de que su cronología se extiende con diversas modificaciones hasta el siglo XIV. Construido en tabiya y en mampostería principalmente se encuentra en la localidad de Piedrabuena, en la provincia de Ciudad Real, (Castilla-La Mancha, España).

## Primera referencia documental
El primer documento escrito con referencias explícitas sobre el Castillo de Miraflores data del siglo XII. Se trata de la Bula del Papa Gregorio VIII de 4 de noviembre de 1187. En dicha Bula, el Papa Gregorio VIII confirma todas las posesiones de la Orden de Calatrava, entre las que se citan los castillos de Caracuel, Alarcos, Benavente, Ciruela, Malagón, Guadalerza y Piedrabuena.

## Historia
El castillo de Miraflores es una fortaleza de origen islámico, que se remonta al Emirato o al Califato Omeya de Córdoba, como lo atestiguan las cerámicas islámicas de los siglos IX y X encontradas en el lugar.
El castillo de Miraflores se incorporó a la órbita cristiana a mediados del siglo XII y fue una de las pocas fortalezas que permaneció en manos de la Orden de Calatrava tras la derrota de Alarcos (1195). No obstante, en el verano de 1196, fue tomada al asalto por las tropas almohades, permaneciendo en su poder hasta 1212.
Seguramente los daños infligidos al castillo tras el ataque de 1196 fueron cuantiosos, por lo que los almohades se dedicaron a reconstruir el lugar en los años siguientes. Un estudio arqueológico de la fortaleza ha permitido identificar dichas obras, con un característico falso despiece de sillería hecho sobre tapial que contrasta con otras partes del edificio, donde se observa obra cristiana.
El castillo fue reconquistado por los cristianos en la campaña de Las Navas (1212) y tras un segundo intento de repoblación, fue pronto amortizado. En efecto, la Orden de Calatrava prefirió centrar sus esfuerzos en el valle inmediato, en la actual población de Piedrabuena, donde levantó un nuevo castillo, el de Mortara, para servir de sede y aposento al comendador de la villa.

## Descripción
El Castillo de Miraflores tiene planta poligonal y es de reducidas dimensiones (1250 m²), sin más baluartes que una esbelta torre prismática que se localiza en el ángulo noroeste del edificio. No obstante, los continuos quiebros de la línea de muralla permiten cubrir con eficacia los flancos, evitando la necesidad de construir torres de flanqueo.
El cerramiento exterior, de unos 160 metros de perímetro, parece haberse construido todo él en la misma época. La anchura del muro es de 1,8 metros. Quedan restos del adarve primitivo en el frente oeste y en las proximidades de la puerta de entrada. No conserva almenas ni foso.
La entrada principal del Castillo de Miraflores fue modificada por los calatravos, adaptándola para el uso del rastrillo.
En el interior de la fortaleza hay muy pocas estructuras visibles. Destaca un gran aljibe central con bóveda gótica de ladrillo, una pequeña habitación de forma trapezoidal en la parte norte del recinto, dos dependencias gemelas de planta rectangular, una gran nave rectangular con dos niveles en altura pegada al frente oeste, y a continuación, en el ángulo norte, una torre. La torre se alza unos 17 metros respecto del suelo actual. Este bastión defensivo tiene planta casi cuadrangular (6,5 m. x 6,0 m.). Las esquinas de la torre están reforzadas por sillares de piedra volcánica o cuarcítica, muchos de los cuales parecen reutilizados. La torre estaba dividida interiormente en cuatro niveles, aunque hoy no conserva ninguno: planta baja, primer y segundo piso y azotea. La parte inferior tiene una superficie habitable de 11 m² . A nivel del suelo actual, en el frente oeste de la torre, se observan tres desagües con revoco que debían servir para conducir el agua de lluvia hacia un aljibe interno. Los vanos son escasos y se sitúan en el tercio superior de la torre: una saetera en el frente sur y varios tragaluces enmarcados de ladrillo en lo más alto del edificio.
En 1572, cuando Piedrabuena se desmembró de la Orden de Calatrava, presentaba la configuración actual. Conserva toda su muralla de tabiya y mampostería. Conserva todo su perímetro de 166 m de cortinas quebradas con una sola torre.

## Restauración
A pesar de encontrarse bajo el amparo de la Declaración genérica del Decreto de 22 de abril de 1949, y la Ley 16/1985 sobre el Patrimonio Histórico Español, su estado es ruinoso y se encuentra en proceso de deterioro progresivo por abandono.
En diciembre de 2010 se firmó un convenio entre Ministerio de Fomento y la Junta de Comunidades de Castilla-La Mancha para la restauración del castillo, con un presupuesto de 200.000 euros. Las obras se han llevado a cabo entre los meses de enero y julio de 2013.